# مورتال كومبات 4
مورتال كومبات 4 (بالإنجليزية: Mortal Kombat 4)‏ ، هي الجزء الرابع من سلسلة ألعاب مورتال كومبات ، أنتجت في شهر أكتوبر سنة 1997م من قبل شركة ميدواي الأمريكية.

## بعض شخصيات اللعبة
- رايدن: شخصية أسطورية وهو المعلم والناصح يتميز بالاختفاء المفاجئ ويظهر القدرة الكهربائية على الخصم.
- فوجين: فوجين وهو شقيق رايدن.
- سونيا:ضابطة عسكرية من البحرية الأمريكية.
- جاكس: زميل سونيا في البحرية الأمريكية.
- ساب زيرو: يملك طاقة التبريد ويجعل الخصم متجمداً.
- سكوربيون: يملك طاقة الاحتراق ويسحب الخصم على الأرض بالألة الحادة.

## وصلات خارجية
- الموقع الرسمي
 (Eurocom)
- Mortal Kombat 4 على موبي غيمز
- Mortal Kombat 4 at تي في تروبس  [لغات أخرى]‏ (characters)
- Mortal Kombat 4 at the القائمة القاتلة لألعاب الفيديو